# Технологическое древо

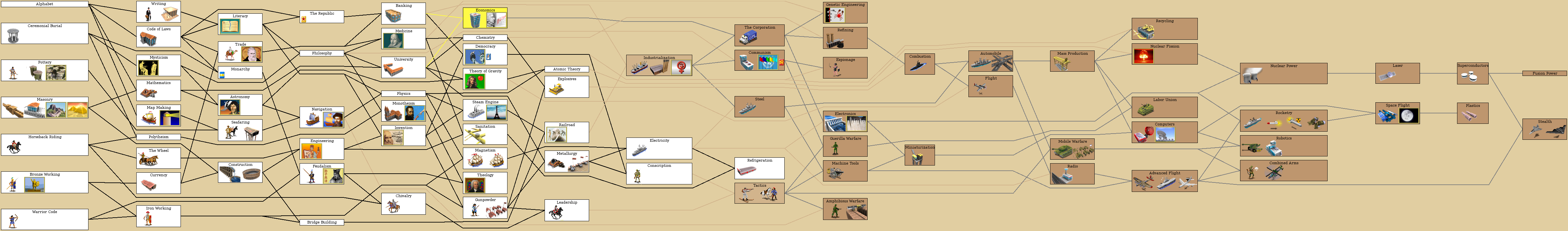
Технологическое дерево в игре Freeciv

Технологи́ческое дре́во (англ. Technology tree) — структура, симулирующая процесс технологического развития в играх детерминированным образом. Она определяет переходы от одних технологий к другим, более совершенным, которые расширяют возможности игрока — позволяют формировать более мощные армии, строить новые здания и т. п.
Технологическое древо часто рассматривается как фундаментальный элемент в современных компьютерных играх, оно присутствует в большинстве стратегических игр. Вслед за стратегическими множество игр в других жанрах начали использовать аналогичный подход при описании прогресса в виде графовых структур, расширив при этом значение понятия «технология».
Математически технологическое древо чаще всего рассматривается как ориентированный граф, в котором узлы это технологии, а рёбра — зависимости для открытия новых. При этом существует большое количество способов представления технологического древа, способов и условий открытия новых технологий.
Различают несколько способов проектирования технологического древа, во время которого разработчикам необходимо не только заниматься его построением, но и решать проблемы игрового баланса, согласовывать с другими игровыми механиками, проектировать искусственный интеллект и решать другие задачи.

## Описание
Технологическое древо выполняет функцию представления исторической иерархии развития и является одним из центральных элементов игрового процесса. Если во время проектирования игр требуется описать историческую симуляцию развития наций (например, от каменного века до нанотехнологий), то для облегчения решения этой задачи разработчики могут использовать технологическое древо. Оно представляет собой набор правил, позволяющих определить множество предпосылок, которые необходимы для открытия той или иной технологии в игре. Изначально игра начинается с простого и «примитивного» состояния, и далее получение новых технологий приводит к постепенному усложнению, что оказывает большое влияние на игровой процесс.
Технологическое древо может использоваться в различных формах: распространены деревья способностей, достижений, перков, талантов и др. Технологическим древом можно называть все случаи, когда игрок инвестирует ресурсы в развитие, будь то строительство, тренировка навыков, исследования и тому подобное. Открытие новых технологий может производиться различными способами: вклад некоторого количества ресурсов в науку, постепенное получение с течением времени, с выбором целевых технологий игроком или без него и др.
Технологическое древо во время разработки игры рассматривается с двух точек зрения: игровой и культурной. Первая определяет набор правил, влияющих на игровые механики, в то время как вторая увязывает технологии с историческим контекстом. Понятие технологии здесь трактуется широко: это могут быть машины (паровой двигатель), практические навыки (плавание под парусом), науки (физика), абстрактные идеи и ритуалы (политеизм, философия), формы социальной организации (феодализм).
Игровой процесс проектируется таким образом, чтобы стимулировать игрока развивать новые технологии, с открытием которых тот получает возможность строить новых юнитов, здания и т. д. Однако в ряде случаев технологические деревья проектируются таким образом, что открытие технологии имеет отрицательный эффект — например, когда после открытия игрок теряет возможность использовать некоторые возможности, предоставляемые другой технологией. Иногда все технологии не могут быть открыты по каким-либо причинам, и тогда игроку приходиться выбирать среди них, исходя из используемой стратегии.
Одна из форм игрового процесса, в качестве которой рассматривают технологии, — это «исследование нефизического мира». Так как человек существо любопытное, ему интересно открывать новые территории как перемещаясь по игровому миру, так и делая то же самое в виртуальном пространстве технологического древа.

## История
Приёмы, удовлетворяющие широкому определению технологического древа, появлялись изначально в настольных играх 1970-х годов, например, в появившейся в 1974 году Dungeons & Dragons. Самым известным примером считается настольная игра Civilizaton, выпущенная в 1980 году. Среди компьютерных игр примером выступает появившаяся в 1983 году Reach for the Stars, в которой стало возможным совершенствовать космические корабли путём исследования технологий. Особенностью настольных игр является то, что они физически ограничены и в них сложно использовать технологические деревья из-за большой «бумажной работы». Компьютеры смогли автоматизировать их реализацию и тем самым развить понятие, но тем не менее впоследствии компьютерные игры в большой степени испытывали влияние настольных.
Впервые технологическое древо как понятие появилось в вышедшей в 1991 году Sid Meier’s Civilization, где оно было реализовано в качестве полноценной игровой механики и составляющей игрового процесса. Эта игра вдохновила многих на применение во время разработки технологического древа в качестве одного из центральных элементов игрового процесса и тем самым популяризировала понятие, оказав большое влияние на последующие стратегические игры. В ряде случаев Sid Meier’s Civilization рассматривается как первая компьютерная игра, в которой появилось технологическое древо. Влияние пошаговых Civilization и Master of Orion оказалось таким, что в скором времени их идеи были адаптированы для игр других жанров. В частности, это выразилось в появлении зданий, предоставляющих новые технологические возможности, отразилось в таких играх, как Dune II, Warcraft: Orcs & Humans, Total Annihilation, и стало стандартом жанра стратегий реального времени.
Идеи технологического древа были адаптированы для ролевых игр. Однако в них основное внимание обращалось не на армии и империи, а на индивидуальное развитие персонажей, их возможностей — перков, талантов, умений и тому подобного. Примерами такого использования могут служить Star Wars: Knights of the Old Republic, «Ведьмак», Dragon Age: Origins, Deus Ex: Human Revolution и Skyrim.

## Математические свойства

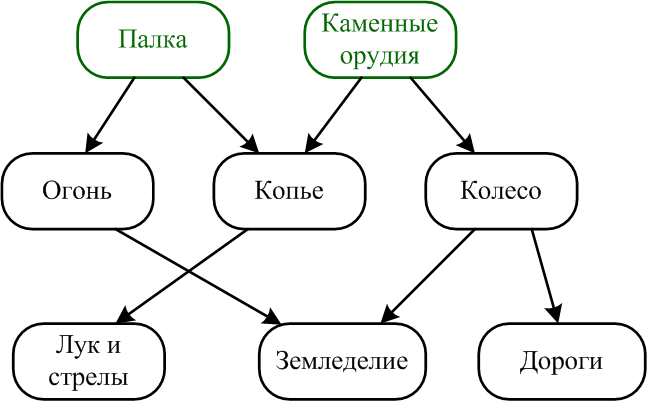
Простое технологическое древо (подобно классическому варианту Civilization); изначально доступны для изучения или уже открыты базовые технологии — «палка» и «каменные орудия». Если игрок открывает технологию «колесо», то ему становится доступным для изучения «дороги»; здесь в зависимости от реализации (И или ИЛИ семантики) игрок также может начать работать над технологией «земледелие», или для этого ему ещё понадобится открытие технологии «огонь».

Несмотря на своё название, технологическое древо не обязательно должно быть деревом в математическом смысле. Как правило, технологическое древо представляет собой ориентированный граф, в котором узлы — это технологии, а зависимости для открытия новых — рёбра. При этом обычно для того, чтобы получить возможность изучения технологии в дочернем узле, требуется изучить все, по отношению к нему являющиеся предками. Так как одна технология не может быть открыта дважды, то такой граф должен быть ациклическим. Изначально игрок имеет небольшое число технологий (узлов графа), и для возможности открытия новой технологии граф определяет необходимый для этого набор узлов. Если это условие выполняется и игрок инвестирует заданное число ресурсов, то новая технология открывается.
Обычно между двумя узлами имеется одно ребро графа. Но могут рассматриваться и пары с несколькими рёбрами — то есть схемы, при которых имеются разные способы получения той или иной технологии. Циклические графы могут присутствовать, например, в случае, если игрок может получить доступ к технологии отличным от прописанного в дереве способом (например, получить в самом начале как базовую). Могут также существовать технологии, на которые наложено несколько ациклических графов. Описанные технологические деревья встречаются редко, и их свойства рассматриваются отдельно.
Во многих играх технологии представлены в бинарном состоянии: каждая из них либо открыта, либо нет. Но данное свойство необязательно. Например, в Space Empires V множество технологий имеют несколько уровней, и если игрок открывает технологию, то он может её в дальнейшем усовершенствовать, вкладывая ресурсы в её развитие и тем самым повышая её уровень. Однако часто развитие подобных технологий даёт в распоряжение игрока только одну функцию, которая становится доступна после открытия первой из них и усиливается последующими — например, если технология первого уровня успокаивает одного жителя города, то второго уровня двух и так далее.

## Классификация

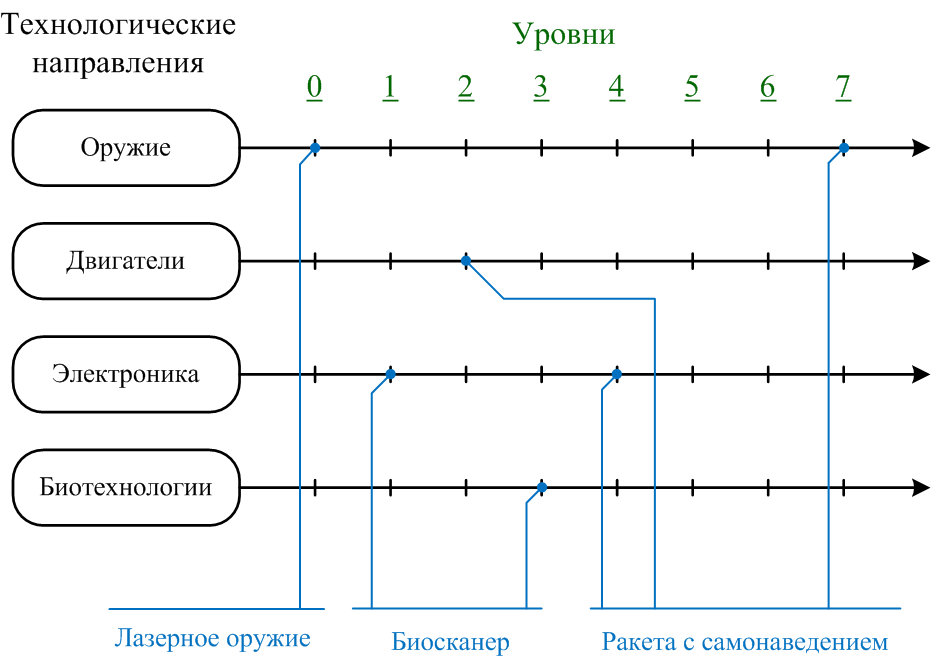
Характерное технологическое древо для Master of Orion и её последователей: здесь имеется четыре направления разработки (слева), в каждое из которых игрок может складывать ресурсы и повышать соответствующий уровень (например, направление «оружие» от 0-го уровня и далее). К новым элементам игрок получает доступ в случае, если выполняется некоторый заданный набор уровней; так, «биосканер» станет доступным только после того, как уровни в электронике и биотехнологиях станут 1 и 3 соответственно (или более).

Существует множество различных способов организации технологического древа. Их разнообразие таково, что сложно составить полное описание всех идей, которые когда-либо были реализованы разработчиками игр. Например, есть деревья с полным отсутствием рёбер графа или деревья, в которых игрок развивает научные направления, а технологии ему предоставляются в зависимости от состояния нескольких ветвей. Тем не менее исследователи выделяют ряд характерных аспектов для описания тех или иных реализаций.
Обычно рёбра графа используются для того, чтобы определить порядок открытия технологий. Среди этого правила есть исключения, но самыми распространёнными являются семантики «И» и «ИЛИ». В первом случае необходимо открыть все родительские технологии для получения возможности развития рассматриваемой, а во втором случае достаточно любой. Как правило, если выбран один из типов зависимостей, то далее во всём графе он одинаков.
Чаще всего графы деревьев фиксированы. Это снижает реиграбельность, но в этом случае легче решать задачи во время проектирования игры (повторяемость упрощает тестирование и выверку игрового баланса). Как следствие, динамические деревья встречаются редко. Вместе с тем, несмотря на то, что технологические деревья фиксированы, они могут быть различными для разных игровых наций или персонажей. В этом случае реиграбельность частично повышается, так как игроки могут выбирать в начале следующей игры нового персонажа или нацию. Новые технологии динамических деревьев могут появляться в результате игровых событий, например, при первой встрече с некоторыми обитателями мира. Примеры динамических деревьев предоставляет серия Sword of the Stars, где они генерируются заново для каждой партии. Однако в этих играх имеется набор основных технологий, которые фиксированы, а вокруг них генерируются остальные.
Если трактовать технологии в широком смысле, то они разделяются на абстрактные, «здания» и «юниты». Две последние отличаются тем, что имеют «носителя», создание которого даёт дополнительные возможности (например, здание позволяет строить новые юниты). Абстрактные чаще и более широко используются в пошаговых стратегических играх, в то время как неабстрактные — в играх реального времени. При этом они могут пересекаться, например, если для получения доступа к изучению абстрактной технологии необходимо построить здание, а после изучения даётся возможность постройки новых юнитов.
В зависимости от типа игр размер технологического древа варьируется и может достигать сотен узлов, как, например, в Warzone 2100, где их более 400. Типичным примером является Civilization V, где в древе насчитывается 74 технологии. Деревья навыков чаще всего существенно меньше, и это закономерно — большое количество возможностей перегружает игроков. Размер деревьев ограничен также тем, что их разработкой занимаются люди, чьи ресурсы, в свою очередь, ограничены. При этом деревья требуют игрового баланса, реализация которого является сложной задачей.
Технологические деревья различаются по способу изучения. Множество игр используют своеобразный бинарный принцип — для технологии возможно лишь открытие либо отсутствие такового. В то же время есть примеры, когда технологии имеют несколько уровней разработки. Дополнительно имеются реализации, в которых технологии могут изучаться не последовательно, а параллельно (Master of Orion). Ещё одним отличием является объём ресурсов, необходимых для открытия технологии. В большинстве игр это количество фиксировано для конкретной технологии, но могут быть и другие варианты. Например, в Sword of the Stars игроку до изучения технологии предоставляется информация о предполагаемом времени для её открытия, а в последующем это время может оказаться существенно другим. В Stars! чем больше игрок открыл уровней технологий, тем сложнее ему открывать новые вне зависимости от направления развития. В то же время в качестве необходимого условия для открытия технологии могут фигурировать не только некоторые производственные мощности (абстрактные, например, очки науки), но и редкие ресурсы (золото, металлы, древесина; примером может служить Warcraft: Orcs & Humans).

## В жанрах

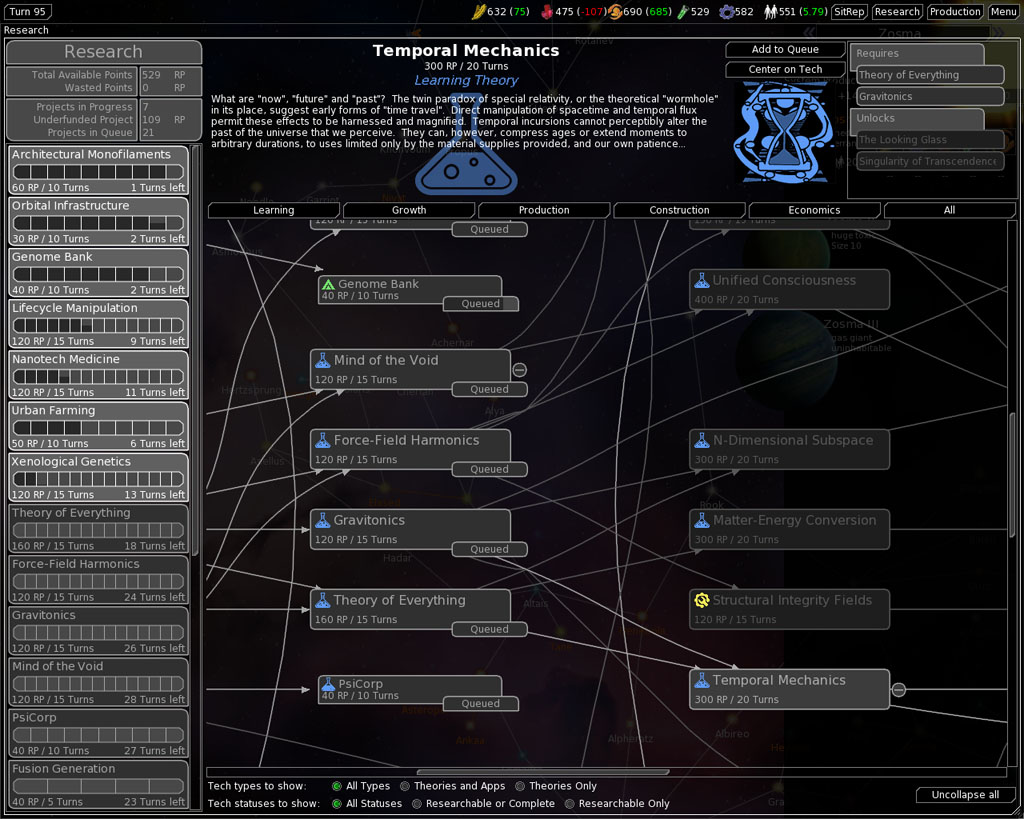
Интерфейс технологического развития в игре FreeOrion

Как правило, технологические деревья стратегий реального времени меньше, чем в пошаговых. Это обуславливается несколькими причинами. Во-первых, стратегии реального времени больше сконцентрированы на боевой системе, сражениях и тактике, в то время как в пошаговых более весомую часть игрового процесса занимает стратегическое и технологическое развитие. Второй причиной является то, что в первых развитие идёт посредством постройки зданий и создания юнитов, в то время как во вторых повсеместны абстрактные технологии, для использования которых не нужно выделять место на игровом поле. Третьей особенностью является то, что в стратегиях реального времени игра зачастую состоит из серии сражений или уровней, на которых игрок может заново строить здания и юнитов, что представляет собой повторное технологическое развитие, и таким образом деревья используются несколько раз. Сид Мейер указывает на то, что игры реального времени меньше по продолжительности более утомительны и для игрока. По этой причине из-за предела по игровому времени становится сложным поместить в пару часов игры большое технологическое древо, в то время как в пошаговых стратегиях партия может длиться десятки часов, и это предоставляет соответствующие возможности.
В ролевых играх технологические деревья относительно невелики. Это обусловлено, в частности, тем, что в этом жанре игры ориентированы на сюжет и историю как цепочку событий, что формирует «узкий коридор» свободы развития у игрока. Часто получается так, что глубина деревьев небольшая. Здесь оказывает влияние построение игрового процесса: если он ориентирован на сюжет, то нет необходимости в большом числе технологий, так как игрок о них всё равно не узнает; если же игра — песочница и игроку предоставляется большая свобода действий, то технологические деревья становятся намного более развитыми. В ролевых играх часто используются деревья с одной корневой технологией, при этом они обычно линейны, а для различных характеристик или типов персонажей задаётся отдельное дерево.
В зависимости от жанра и́гры характеризуются преобладанием способа получения новых технологий. В пошаговых стратегиях это абстрактное исследование, в стратегиях реального времени получение новых технологий происходит в результате постройки зданий и создания юнитов, в ролевых играх обычно реализуется через получение опыта. Параллельное открытие технологий типично для стратегий реального времени, а последовательное — для пошаговых стратегий и ролевых игр.

## В проектировании игр
Единого способа проектирования технологического древа не существует. Описывая эту задачу, доктор философии Антверпенского университета Тюр Гис (нидерл. Tuur Ghys) характеризует её как аналог проблемы курицы и яйца: должно ли первым идти древо и далее на его основании строиться игра, или же древо является следствием разработки игровых механик? Первый способ может быть представлен как рассмотрение истории человечества или её части и выделение из этого нужного числа наиболее значимых технологий, на основе которых затем проектируется игровой процесс. Ведущий геймдизайнер Civilization IV Сорен Джонсон так описывает работу над этой игрой:

Я сделал список из 80 наиболее важных, на мой взгляд, изобретений в истории человечества и попытался, насколько смог, понять причинно-следственные связи. Я написал все названия [технологий] на бумажных листках, прикрепил их кнопками к доске и использовал канцелярские резинки, чтобы показать связи. Это дерево я пересматривал каждые несколько дней, до тех пор, пока не остался доволен последовательностью. … Я дерзко построил сперва технологическое древо и далее нашёл на нём место для всего — юнитов, зданий, социальных институтов, религий и так далее. Я исходил из того, что если моё технологическое древо представляет собой разумную модель истории человечества, каждая новая опция в игре должна где-то в него вписаться.
Оригинальный текст (англ.)I made a list of what I felt were the 80 most important human innovations and tried, as best I could, to make cause-and-effect connections. I wrote all the names down on slips of paper, tacked them to the board, and used rubber bands to show the connections. I would revisit the tree every few days until I was happy with the arrangement ... I defiantly built the tech tree first and then found locations for everything (units, buildings, civics, religions, etc.) afterwards. My reasoning was that if my tech tree was a reasonable model of human history, every new game option should fit on it somewhere.
— интервью Сорена Джонсона, апрель 2011 года
Второй способ представляет собой создание базовой игровой механики, и далее рассматриваются те варианты, которые могут быть качественно полезны для получения лучшей играбельности. Брюс Шелли вспоминает свой опыт работы над Age of Empires:

[Мы] начали с технологий и попробовали подстроить под них игру, но затем сделали всё наоборот и решали, какие эффекты нам нужны, чтобы игра стала лучше. После этого мы присваивали эффектам имена технологий, казавшиеся нам подходящими.
Оригинальный текст (англ.).. started with the technologies and tried to fit the game to them but then reversed ourselves and decided what effect we needed for the good of the game. Then we assigned what seemed like appropriate technology names to the effect.
— интервью Брюса Шелли, май 2011 года
В то же время Рик Гудман (геймдизайнер Empire Earth и Age of Empires) описывает свой процесс проектирования следующим образом. Сначала он изучил ряд книг и выписал множество наиболее значимых технологий. Далее он отсортировал их по важности и среди самых важных выбирал те, которые лучше всего вписывались в игру. После применения такого подхода много значимых технологий не попали в игру, но конечный результат представлял собой компромисс между двумя описанными выше способами.
Во время проектирования усложнение технологического древа приводит к трудностям обеспечения требуемого качества игрового процесса. Количество вариантов развития древа по мере добавления технологий растёт очень быстро, и становится практически невозможным перебрать все пути открытия древа. При этом если во время проектирования обнаруживается ошибка, то её исправление может приводить к локальному решению проблемы, проявляющейся в некоторой ситуации. Но из-за сложности это же исправление может привести к появлению другой проблемы. Таким образом, для решения подобных вопросов во время разработки одной из важных задач становится создание средств оценки качества проектируемого технологического древа. Само же проявление ошибок может быть разнообразным. Так, игрокам может быть непонятна связь между условиями открытия и получаемой технологией, что приводит к негативному эффекту, который ухудшает играбельность. Например, если после открытия календаря дается возможность постройки фабрики кошачьего корма (англ. Cat Food Factory), и при этом в игре нет для этой связи разумного объяснения, то это говорит о плохом качестве проектирования. Другой пример — возникновение ситуации, когда при очевидных локальных связях из-за особенностей графа технологий игрок получает в распоряжение боевую единицу «конный лучник» ещё до открытия технологий, предоставляющих возможность езды верхом или стрельбы из лука. На подобные явления игроки тоже реагируют отрицательно. Ещё один вид ошибок — создание таких деревьев, при которых игроки обычно принимают одни и те же решения из-за того, что в игровом процессе преобладают доминирующие стратегии, — это говорит о недостаточности игрового баланса.
Необходимость введения технологического древа и его особенности во многом определяются типом разрабатываемой игры и её свойствами. Так, при создании шутера от первого лица может ставиться вопрос о необходимости исследования игроком более мощного оружия, либо же его можно будет просто найти на игровых уровнях. Новое оружие может быть получено сразу в окончательном виде либо в результате совершенствования уже имеющегося. Это может определяться, исходя из опыта игрока, который может быть как заинтересован в подобных игровых механиках, так и просто бегать по уровням и уничтожать врагов. Следующим важным шагом является определение начального уровня развития, которое может зависеть от сеттинга (например, в Sid Meier’s Civilization это примитивные доисторические технологии, в то время как в более поздней игре той же серии Sid Meier’s Alpha Centauri действие происходит в будущем). Сложность выбора между слишком многочисленными возможностями в начале игры может отпугнуть игроков, и поэтому важно правильно этот выбор дозировать, не допуская, чтобы он на ранних этапах стал критической ошибкой для игрока. Во время последующего проектирования могут различать определяющие и несущественные технологии — первые являются необходимыми для прохождения некоторой миссии, но для её открытия нужно предварительно открыть несколько других технологий. Во время тестирования проектируемой игры в неё могут добавляться подсказки игроку, помогающие достичь ключевых элементов, но в то же время у него остается свобода выбора. Создаваемое технологическое древо может потребовать игрового баланса, когда нужно сделать так, чтобы игроку всегда были доступны для изучения технологии, позволяющие пройти миссии. В противном случае игроки будут разочарованы, когда по достижении уровня не смогут его пройти из-за подобных проблем проектирования. Примером решения является предоставление игроку достаточного количества ресурсов в игровом мире.
Проектируемый искусственный интеллект (ИИ) многопользовательских игр характеризуется анализом состояния технологического древа оппонентов для понимания доступных им технологий и особенностей поведения противника (каких юнитов он строит, время между атаками, типичные средства защиты), что позволяет выбирать те или иные стратегии поведения. В то же время анализируется имеющееся технологическое развитие для игровых возможностей. Например, для разведки с помощью радара может требоваться технология постройки здания, что является одним из элементов планирования. Используемые алгоритмы поведения ИИ могут отличаться в зависимости от типа и сложности технологического древа, размера игрового мира и других факторов.

## Историчность и детерминизм
Тюр Гис провёл анализ технологических деревьев четырёх стратегических игр (Age of Empires, Empire Earth, Rise of Nations и Civilization IV), и, согласно его оценке, самой часто встречающейся технологией является монотеизм. Далее немногим менее популярными стали инженерное дело, письменность, монетное дело (или «деньги»), астрономия, научный метод и книгопечатание. С другой стороны, исследователь не нашёл игр, где бы присутствовала технология текстиля (как и пряжи или прядильных машин), что, по его мнению, говорит о сложности реализации этой технологии в игровой механике. По этой причине из-за особенностей проектирования игр в них не попадают ряд исторически важных технологий.
Рассматривая тему детерминизма, Тюр Гис обращает внимание, что классическая реализация технологических деревьев, с одной стороны, предоставляет свободу последовательности изучения технологий и тем самым даёт игроку творить свою историю, но с другой стороны, такие деревья фиксированы и де-факто отражают взгляд разработчика на историю. В этом аспекте Сорен Джонсон обращает внимание на тот пример, что в Civilization IV нельзя получить доступ к литературе и драматургии, не изучив алфавита, но исторически это не так, если вспомнить историю Китая. Один из способов решения этой проблемы был представлен в Age of Empires, и далее идея была развита в Starcraft, где у каждой игровой стороны есть своё технологическое древо, но и при этом подходе после выбора расы её историческое развитие становится предопределённым, а во время проектирования при применении различных деревьев сложнее решать вопросы игрового баланса.
Несмотря на то, что геймдизайнеры могут сходиться во мнениях о важности роли той или иной технологии в истории, при её реализации в конкретные игровые механики эта роль не всегда получается одинаковой. Например, получение технологии «письменность» в Civilization IV даёт возможность изучения ряда других технологий. В то же время в Rise of Nations письменность уменьшает затраты по изучению новых технологий и даёт возможность постройки здания «храм» (англ. temple). В Age of Empires эта технология даёт уникальный эффект, заключающийся в предоставлении возможности игроку делиться информацией с союзниками, когда он начинает видеть то, что видно союзнику сквозь туман войны. Аналогичным образом в этих играх различаются эффекты от открытия книгопечатания. Это показывает, что интерпретация технологии и её реализация могут сильно различаться в зависимости от работы геймдизайнера.